# L'Encanyissada
L'Espai de l'Encanyissada és una zona humida protegida de Catalunya que està formada per les llacunes de l'Encanyissada, del Clot i de la Nòria. A més, aquesta zona humida inclou l'anomenada Zona-XII i la finca propietat de SEO/ BirdLife International. En total sumen aproximadament 932 hectàrees d'extensió.
L'Encanyissada és la llacuna de majors dimensions del delta de l'Ebre-assoleix unes 900 hectàrees, i ateny una profunditat de 114 cm. Està comunicada de manera natural amb el mar- amb la badia dels Alfacs, a través de la gola Vella, però també de forma artificial pels desguassos que van des de la llacuna fins a la badia. Pel que fa a les entrades d'aigua dolça, antigament només hi entrava aigua de desguàs dels arrossars, amb la qual cosa l'Encanyissada mostrava uns nivells d'eutrofització alarmants. Actualment, la quantitat d'aigua que prové dels arrossars ha disminuït notablement i bona part arriba directament de la xarxa de reg. Per tal d'ajudar a combatre l'eutrofització i airejar i oxidar el sediment, l'Encanyissada fou assecada en una experiència pilot que va donar bons resultats. Tanmateix, l'espai presenta encara nivells d'eutròfia força elevats. L'Encanyissada és objecte d'una important activitat pesquera per part de la confraria de Sant Pere, que utilitza l'art fix més antic de Catalunya, conegut com la Pantena.

## Llacuna de l'Encanyissada
La vegetació de la llacuna de l'Encanyissada, considerada com a hàbitat d'interès comunitari prioritari (codi 1150), està formada per un extens canyissar, amb claps de jonqueres i espartinars (hàbitats d'interès comunitari, codis 1410 i 1320, respectivament) i salicornars (hàbitat d'interès comunitari, codi 1310). A banda del canyís (Phragmites australis), la boga (Typha angustifolia), el lliri groc (Iris pseudacorus) o el plantatge d'aigua (Alisma-plantago aquatica), s'hi troben espècies com la cirialera vera (Arthrocnemum fruticosum), el jonc marí (Juncus maritimus), la jonca marina (Scirpus maritimus), i altres. Sota les aigües hi creixen herbassars de Potamogeton pectinatus, Ceratophyllum demersum, Ruppia cirrhosa i Najas marina.
La llacuna esdevé un indret important per a la nidificació, hivernada i pas de moltes espècies d'anàtids, làrids, ardeids i passeriformes. S'hi ha citat fins a 150 espècies d'ocells, de les quals val la pena destacar l'agró roig (Ardea purpurea), el martinet menut (Ixobrychus minutus), el bitó (Botaurus stellaris), el martinet ros (Ardeola ralloides), la polla blava (Porphyrio porphyrio), el xibec (Netta rufina), l'arpella (Circus aeruginosus), el fumarell carablanc (Chlidonias hybrida) i el cabussó collnegre (Podiceps nigricollis). Quant als rèptils, hi ha una petita població de tortuga d'estany (Emys orbicularis), i quant als peixos, una nodrida població de fartet (Apanius iberus).

## Llacuna del Clot
Pel que fa a la llacuna del Clot, amb una profunditat màxima de 60 cm, també està comunicada amb el mar i rep aportacions d'aigua dolça dels canals de reg. Una resclosa separa aquesta llacuna de l'Encanyissada. La llacuna de la Nòria és la menor de les tres i està separada de les altres dues per una carretera i uns arrossars. Malgrat la seva mida reduïda, hi nidifiquen la majoria de les espècies d'ardeids del delta. La zona-XII és un extens aiguamoll pasturat, localitzat al nord-oest de l'Encanyissada. La major part de la seva superfície està ocupada per boga (Typha angustifolia) i jonqueres de jonc marí (Juncus maritimus). El seu règim d'inundació depèn completament del cicle hidrològic de l'arròs.
La finca de la SEO/BirdLIfe International, la Reserva Natural del Clot, que limita amb la llacuna del Clot, rep aportacions d'aigua de reg i té comunicació directa amb el mar. Es tracta d'una reserva ornitològica, lliure de les activitats de caça i pesca, que fou gestionada des d'un principi per tal de restaurar la zona humida, tot potenciant la colonització de vegetació autòctona i ordenant el seu ús públic. Consta d'una llacuna salobre amb dues illes i una extensa zona de vegetació palustre, on hi nidifiquen molts ocells (ardeids, anàtids, etc.) i hi descansen moltes altres, especialment en època de migració.

## Séquia de L'Agulla
La séquia o canal de l'Agulla, en terme municipal d'Amposta, connecta el canal de la Dreta de l'Ebre amb la llacuna de l'Encanyissada. Té una longitud de 4 km, i és de secció rectangular (3,5 x 1,5 m) amb un pendent d'1,5 per mil, per on hi circula un cabal aproximat de 2,7 m3/s amb un calat uniforme d'1,13 m
L'Agulla Vella és el nom del lloc (topònim), ara inundat, de l'Encanyissada que correspon al lloc on abans hi arribava (en superfície) l'aigua de la séquia de l'Agulla. Actualment, la séquia de l'Agulla té la seva sortida uns 400 metres al nord.

## Equipaments
La llacuna de l'Encanyissada, gestionada des del Parc Natural del Delta de l'Ebre, compta amb una important estructura d'equipaments entre els quals destaquen miradors, aguaits, itineraris, rètols informatius i, tot i que se situa fora de la zona humida, un centre d'informació per als visitants, la Casa de Fusta. Tot i que l'Encanyissada és, possiblement, un dels espais més visitats del delta de l'Ebre, les vistes tenen lloc d'una forma ordenada i a punts molt localitzats de l'espai, ja condicionats a tal efecte.
L'espai s'inclou dins dels espais del PEIN "Delta de l'Ebre" i de la Xarxa Natura 2000 ES0000020 "Delta de l'Ebre". La Zona humida també forma part del Parc Natural de Delta de l'Ebre, tot i que no completament, ja que hi ha diverses parcel·les que no disposen d'aquesta figura de protecció.
Molt a prop hi ha una casa de fusta que s'ha convertit en museu. És una casa que fa molts anys van portar del Canadà i, al cap de vint anys, la van donar per destinar-la a l'estudi del medi ambient i perquè la gent que volia caçar hi pogués dormir. Ara mateix, hi ha tots els animals que es poden trobar a la llacuna de l'Encanyissada.

## Fauna

### Fauna hivernant[2]
- Corb marí gros
- Bernat pescaire
- Cabussó emplomallat
- Arpella vulgar
- Xoriguer comú
- Fredeluga
- Becadell
- Repicatalons
- Blauet